# Bwana Kitoko
Bwana Kitoko is een Belgische documentaire/propagandafilm over de eerste reis van de jonge koning Boudewijn naar toenmalig Belgisch-Congo in 1955.
De film laat de enthousiaste ontvangst van de vorst zien in de kolonie die vijf jaar later onafhankelijk zou worden.
De titel Bwana Kitoko verwijst naar Boudewijns lokale bijnaam en betekent "mooie heer".

## Productie
Regisseur André Cauvin kreeg een staf medewerkers en alle mogelijke faciliteiten ter beschikking om deze film over de rondreis van de koning in Congo te maken.
Ook mocht hij tijdens de meer dan 10.000 kilometer lange reis, die Boudewijn per boot, vliegtuig en auto maakte en hem doorheen Congo en Ruanda-Urundi voerde, overal filmen.
Hij werkte met toen moderne 35mm Agfafilm en een aanzienlijk budget van 1 miljoen Belgische frank.

## Inhoud
De film begint met het Sabena-vliegtuig met de koning dat landt in Leopoldstad waarna Boudewijn in een open Buick langsheen een grote menigte door de stad geëscorteerd wordt.
Er is een moderne stad te zien met torengebouwen en brede autosnelwegen.
Vervolgens brengt een boot de vorst via de Kongostroom naar het binnenland.
Hij maakt een rondreis langs verscheidene steden in de verschillende toenmalige provincies van Congo.
De reis brengt hem ook naar het Belgisch mandaatgebied Ruanda-Urundi ten oosten van Congo.
Overal is dezelfde uitbundige ontvangst te zien met inheemse dansers en stamhoofden waarvan hij geschenken, onder meer een bewerkte slagtand en een koe, krijgt.
Ook worden de natuur en het behoud ervan in Nationaal Albert Park te zien, alsook hoe pygmeeën een okapi vangen voor de dierentuin.

## Stemmen
NederlandsJozef Coolsaet
FransJean Davy
Albert Savarus